# Bobby Simpson
Robert Lee Simpson, detto Bobby (Windsor, 20 aprile 1930 – Ottawa, 28 novembre 2007), è stato un giocatore di football americano, cestista e dirigente sportivo canadese, professionista nella CFL.

## Carriera

### Pallacanestro
Venne convocato per il torneo olimpico di Helsinki del 1952, durante il quale disputò quattro partite segnando una media di 5,5 punti con un massimo di 14 contro l'Argentina.